# البطولة الوطنية التونسية 1963–64
الدوري التونسي لكرة القدم 1963-1964 هو الموسم رقم 9 من الرابطة التونسية المحترفة الأولى لكرة القدم. أفضل 16 ناديا تونسيا يلعبون فيما بينهم ذهابا وإيابا.

فاز بهذا الموسم النادي الأفريقي، وجاء ثانيا الترجي الرياضي التونسي وثالثا النادي الرياضي الصفاقسي.